# Kevin Großkreutz
Kevin Großkreutz  (Dortmund, 19 de julho de 1988) é um ex-futebolista alemão que atuava como ponta direita e lateral direito.
Foi convocado para disputar a Copa do Mundo FIFA de 2014 pela Alemanha, na qual foi campeão mundial, mas não chegou a jogar. Anunciou sua aposentadoria em janeiro de 2021.

## Títulos
Borussia Dortmund
- Campeonato Alemão: 2010–11, 2011–12
- Copa da Alemanha: 2011–12
- Supercopa da Alemanha: 2013, 2014

Seleção Alemã
- Copa do Mundo: 2014